# Libertad intelectual
Libertad intelectual, libertad de conciencia, libertad de pensamiento, libertad ideológica o libertad de creencia es la capacidad de cada uno, en su conciencia, de adoptar, mantener y cambiar cualquier pensamiento, opinión, ideología o creencia; y, en su caso, manifestarlos, lo que pasaría a ser objeto de la libertad de expresión, y en su ámbito, de la libertad de cátedra, de la libertad científica y de la libertad artística o libertad de creación. Se le considera uno de los principales derechos y libertades; de los considerados derechos civiles y políticos o derechos humanos de primera generación. Históricamente está vinculada a la libertad religiosa o de culto, y a la libertad de opinión o de prensa.
La libertad de conciencia o de pensamiento se restringe o es objeto de coacción a través de múltiples mecanismos, no únicamente la represión a cargo del poder político, sino también la imposición de cánones socialmente aceptados de corrección política o pensamiento único, que se interiorizan en el propio individuo.

## Concepto legal
La libertad de pensamiento o conciencia, con distintas denominaciones y extensiones a otros derechos y libertades, es uno de los derechos fundamentales reconocido en textos legales del máximo nivel, y de ámbito nacional e internacional:
La Declaración de los Derechos del Hombre y del Ciudadano proclamada por la Asamblea Constituyente de la Revolución francesa (26 de agosto de 1789) la recoge en su artículo 10:

Ningún hombre debe ser molestado por razón de sus opiniones, ni aún por sus ideas religiosas, siempre que al manifestarlas no se causen trastornos del orden público establecido por la ley.

La Declaración Universal de los Derechos Humanos (10 de diciembre de 1948) la proclama en sus artículos 18, 19 y 27:

Toda persona tiene derecho a la libertad de pensamiento, de conciencia y de religión; este derecho incluye la libertad de cambiar de religión o de creencia, así como la libertad de manifestar su religión o su creencia, individual y colectivamente, tanto en público como en privado, por la enseñanza, la práctica, el culto y la observancia.
 
Todo individuo tiene derecho a la libertad de opinión y de expresión; este derecho incluye el de no ser molestado a causa de sus opiniones, el de investigar y recibir informaciones y opiniones, y el de difundirlas, sin limitación de fronteras, por cualquier medio de expresión.
...
Toda persona tiene derecho a tomar parte libremente en la vida cultural de la comunidad, a gozar de las artes y a participar en el progreso científico y en los beneficios que de él resulten.

Toda persona tiene derecho a la protección de los intereses morales y materiales que le correspondan por razón de las producciones científicas, literarias o artísticas de que sea autora.

La Convención Europea de Derechos Humanos (4 de noviembre de 1950) la defiende en su artículo 9:

Libertad de pensamiento, de conciencia y de religión.

1. Toda persona tiene derecho a la libertad de pensamiento, de conciencia y de religión; este derecho implica la libertad de cambiar de religión o de convicciones, así como la libertad de manifestar su religión o sus convicciones individual o colectivamente, en público o en privado, por medio del culto, la enseñanza, las prácticas y la observancia de los ritos.

2. La libertad de manifestar su religión o sus convicciones no puede ser objeto de más restricciones que las que, previstas por la ley, constituyan medidas necesarias, en una sociedad democrática, para la seguridad pública, la protección del orden, de la salud o de la moral públicas, o la protección de los derechos o las libertades de los demás.

En la Constitución Española de 1978 se protege en el artículo 16:

Se garantiza la libertad ideológica, religiosa y de culto de los individuos y las comunidades sin más limitación, en sus manifestaciones, que la necesaria para el mantenimiento del orden público protegido por la ley.

Nadie podrá ser obligado a declarar sobre su ideología, religión o creencias.

### Libertad y propiedad intelectual
La libertad intelectual es un concepto que aparece como defensa contra los abusos que diversas entidades y organizaciones realizan en nombre de la propiedad intelectual. Tras la privatización de diversas obras y conceptos se hace necesario proteger el patrimonio intelectual individual y colectivo para un uso más avanzado y responsable. En un ámbito social se trata de un concepto abstracto, con un significado todavía no muy definido debido al uso poco frecuente que se hace de él. En un ámbito individual se trata de poder hacer uso de las ideas propias, independientemente de que hayan sido anteriormente concebidas por otros individuos.[cita requerida]

## Libertad intelectual y responsabilidad
Arthur Schopenhauer (Sobre la libertad de la voluntad humana, 1839, y Sobre el fundamento de la moral, 1840), que cita a Aristóteles, trata el tema de la libertad intelectual no como algo que pueda concederse o no, sino como una característica del ser humano; y que es un requisito para la responsabilidad: 

... tan pronto nos apartamos de esa libertad física y consideramos sus otros dos tipos, no nos la vemos ya con el sentido popular, sino con un sentido filosófico del término que, como es sabido, abre camino a muchas dificultades. Este sentido se divide en dos tipos diferentes: la libertad intelectual y la libertad moral.
...
De esa libertad intelectual, «τό εκούσιον και ακούσιον κατα διάνοιαν» [tó ekoysion kaì akoysion katà diánoian] habla ya, si bien breve e insuficientemente, Aristóteles, en la Ethic. Eudem., II, c. 7 y 9; y algo más detenidamente, en la Ethic. Nicom., III, c. 2. A ella se alude cuando la Medicina forensis y la justicia criminal cuestionan si un crimen se ha cometido en estado de libertad y, por consiguiente, ha sido imputable. Así pues, en general se pueden considerar como cometidos en ausencia de libertad intelectual todos los crímenes en los que el hombre, o bien no sabía lo que hacía, o bien no era en absoluto capaz de tener en cuenta aquello que habría debido retenerle, a saber, las consecuencias del hecho. Por tanto, en tales casos no se le puede castigar.

## Historia
Los filósofos griegos Platón y Sócrates tratan el tema; en el que abundan aristotélicos, estoicos, epicúreos y los continuadores de las diversas escuelas filosóficas en época romana.

... el respeto y la estima a tu propio pensamiento harán de ti un hombre satisfecho contigo mismo, perfectamente adaptado a los que conviven a tu lado y concordante con los dioses, esto es, un hombre que ensalza cuanto aquéllos reparten y han asignado.
Marco Aurelio, Meditaciones, Libro VI, 16.

Dentro de esta visión integradora se encuentra la defensa por parte de Temistio de la tolerancia religiosa, motivo central del Discurso V. A pesar de la coacción y la amenaza, el monarca no tiene la posibilidad cambiar la disposición del alma de sus súbditos respecto a sus creencias. Dios dejó a la voluntad de cada hombre la elección sobre la forma de practicar el culto y la coacción va en contra de esta disposición de la divinidad
(5.67b-.68c). Temistio habla de la rivalidad sana que proporcionan los diferentes caminos que conducen a Dios, es decir, los diferentes cultos, y afirma que el hombre se esfuerza más cuando hay competición (5.68c-69c), de modo que el emperador debe respetar la libertad religiosa y fomentar esta rivalidad, incluso cita a Homero (Il. 2.400) para apoyar que las distintas formas de culto vienen de antiguo (5.69a): "unos a un dios y otros a otro sacrificaban". A Dios le complace que cada religión, la de sirios, helenos y egipcios, tenga sus propios ritos (5.70a).

Luigi Luzzatti consideraba que los edictos del rey Ashoka (258-232 a. C.) serían el primer texto legal sobre la libertad de conciencia; más de quinientos años antes del Edicto de Milán (emperador Constantino, 313). En todo caso, más que una completa libertad de pensamiento, estos documentos representan mayores o menores ejemplos de tolerancia religiosa, como también se dieron en el imperio mongol, en la Edad Media española, en el Imperio otomano o en las Provincias Unidas de los Países Bajos.
También se han interpretado como una defensa de un cierto tipo de libertad de conciencia ciertos pasajes bíblicos:

Nada más tortuoso que el corazón humano y no tiene arreglo: ¿quién puede penetrarlo?
Yo, el Señor, sondeo el corazón y examino las entrañas, para dar a cada uno según su conducta, según el fruto de sus acciones.
Libro de Jeremías, capítulo 17, versículos 9-10

¿Tú quién eres que juzgas al siervo ajeno? ... Uno hace diferencia entre día y día; otro juzga iguales todos los días. Cada uno esté asegurado en su ánimo. ... no juzguemos más los unos de los otros
... ¿por qué ha de ser juzgada mi libertad por otra conciencia?
Pablo de Tarso, Epístola a los romanos y Primera epístola a los corintios.

Las reflexiones sobre la libertad de conciencia son comunes en el pensamiento cristiano, que desde sus inicios destaca la importancia del libre albedrío como la capacidad humana de elegir voluntariamente el bien y hallar la verdad; aunque no implique que de tal cosa se derive la necesidad de garantizar la libertad de conciencia (implicaría consentir que la libertad se utilizara para elegir el mal -pecado- y caer en el error -herejía-) o suprimir el castigo de los discrepantes.

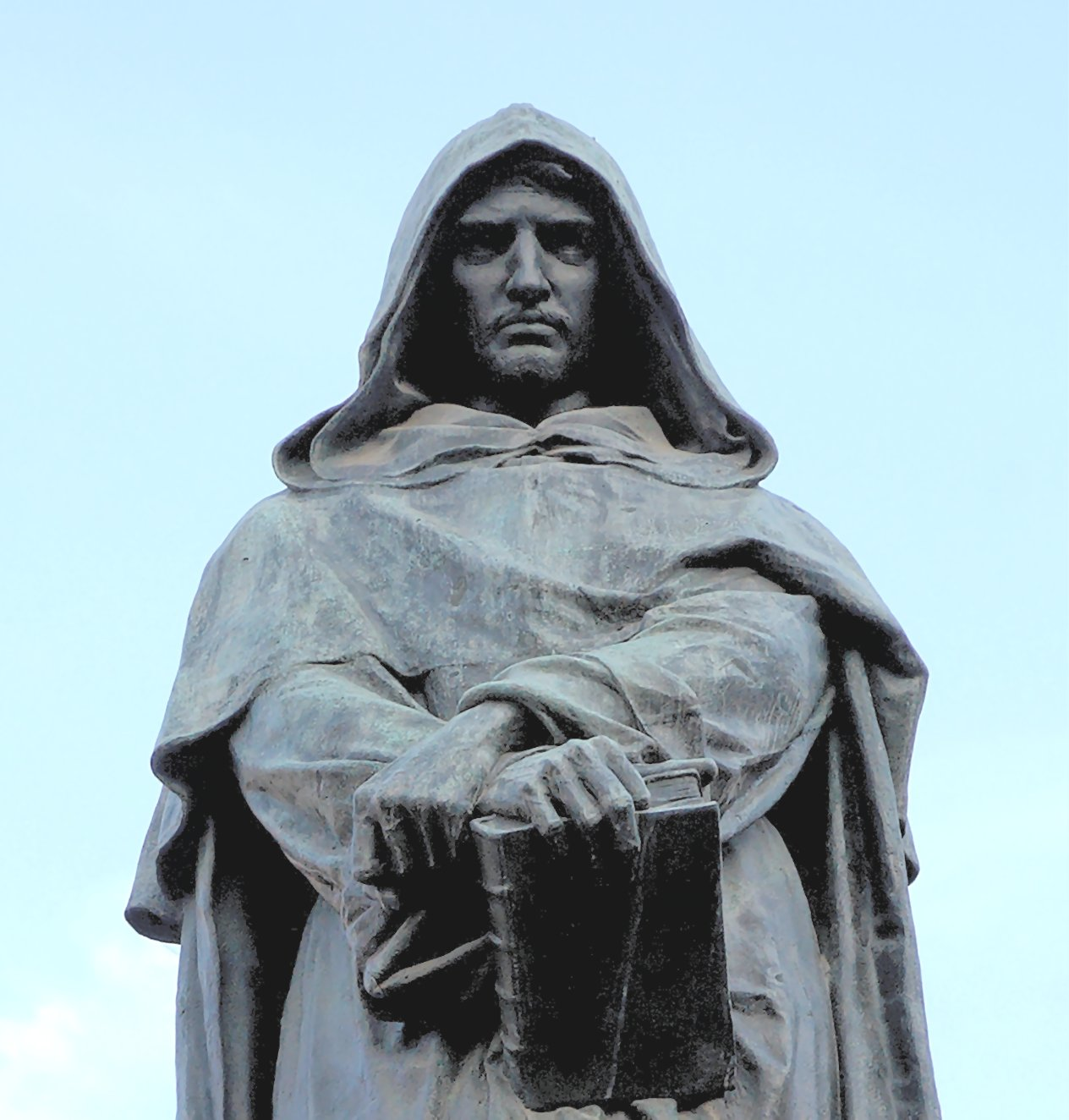
Estatua de Giordano Bruno en Campo de' Fiori (Roma). Al ser condenado y ejecutado por sus opiniones religiosas y científicas, es considerado un mártir de la libertad, al igual que otros personajes de su siglo, como Tomás Moro o Miguel Servet; cada uno de ellos perseguido por diferentes ramas del cristianismo.

Tras la patrística (particularmente Agustín de Hipona, De libero arbitrio, 395) y la filosofía medieval (particularmente Tomás de Aquino Summa Theologiae, 1274), el tema se trató tanto en el protestantismo (Martín Lutero, La libertad cristiana, 1520, polémica con Erasmo -De libero arbitrio diatribe sive collatio, 1524, De servo arbitrio, 1525-), con muy distintas formulaciones:

Mientras yo no sea rebatido a través de las Sagradas Escrituras o con razones evidentes, no quiero ni puedo retractarme, porque es penoso y peligroso ir contra la conciencia. ¡Dios me ayude! Amén
Lutero ante la Dieta de Worms, 1521

... sé que simplemente garantizo a todos los demás libertad en el ejercicio y práctica de su fe (la propia fe no puede ser forzada por nadie), como yo mismo no querría ser constreñido en esta materia por cualquiera, fuera en la comisión o en la omisión de actos de fe. Pero especialmente odio ver a alguno asumir control sobre la conciencia de todos... me llaman libertino, sin dios e incluso persona diabólica. Inventan historias vergonzosas sobre mi vida y moralidad.
Dirck Volckertszoon Coornhert, Sínodo sobre la libertad de conciencia, 1582.

como en el catolicismo (Francisco Suárez, De legibus, 1612, Juan Azor, Institutiones morales, 1600), también con distintas formulaciones:

Debemos siempre tener para en todo acertar, que lo blanco que yo veo, creer que es negro, si la Iglesia jerárquica así lo determina
Ignacio de Loyola, Ejercicios espirituales, 1548.

El poder de juzgar a los hombres, y sobre todo de juzgar las conciencias y el corazón de los hombres, corresponde sólo a Jesucristo; y cualquiera otro que se lo atribuya, aun cuando fuese un ángel y el más sabio de entre los espíritus bienaventurados, es un usurpador.
Louis Bourdaloue. Sermones, 1707.

Tras las aportaciones de Michel de Montaigne (De la libertad de conciencia, 1580), Baruch Spinoza (Tractatus Theologico-Politicus, 1670) o John Locke (Carta sobre la tolerancia, 1690), la Ilustración del siglo XVIII (enciclopedistas, Voltaire, Rousseau) y el liberalismo del XIX (Alexandre Vinet, John Stuart Mill) dieron una perspectiva secular.

Sin libertad de pensamiento, no puede haber cosa tal como la sabiduría; ni cosa tal como la libertad pública
Benjamin Franklin, 1722

BOLDMIND.- De vos depende aprender a pensar; aunque nacisteis con ingenio, sois como el pájaro, que os tiene preso en su jaula la Inquisición; el Santo Oficio os ha cortado las alas, pero éstas os pueden crecer. El que no sabe geometría puede aprenderla; todos los hombres pueden instruirse; atreveos a pensar, que es vergonzoso poner vuestra alma en las manos de aquellos a quienes no confiaríais el dinero.

MEDROSO.- Dícese que si todo el mundo pensara por sí mismo, habría mucha confusión en la tierra.

BOLDMIND.- Sucedería todo lo contrario. Cuando asistimos a un espectáculo, cada espectador expone con libertad su opinión sobre la obra que se representa, y no por eso se perturba el sosiego público; pero si el protector insolente de algún mal poeta quisiera obligar a los espectadores de buen gusto a que les parezca bueno lo que encuentran malo, en ese caso se llenaría de silbidos el teatro, y los dos partidos se tirarían patatas a la cabeza, como en una ocasión sucedió en Londres. Los tiranos del pensamiento son los que han causado gran parte de las desgracias del mundo. En Inglaterra no fuimos felices hasta que cada uno de sus habitantes gozó con libertad el derecho de exponer su opinión.
Voltaire, Dictionnaire philosophique, voz Liberté de penser, 1764.

«No estamos aquí para juzgar las opiniones, sino para juzgar los resultados de ellas»... ¿Qué inspiración había revelado a uno de estos hombres sanguinarios el pensamiento de que los tribunales no están instituidos para juzgar las opiniones; que la conciencia es independiente de los jueces, y que las opiniones no son crímenes?
Juicio de François Jourgniac de Saint-Méard, 1792.

Se dirá que los verbos impersonales han engañado a los escritores políticos. Ellos han pensado que hacían alguna cosa con decir: "es necesario reprimir las opinones de los hombres; no se debe abandonar a estos a las divagaciones de su entendimiento; se debe preservar el pensamiento de los extravíos a que podrían arrastrarle los sofismas." Pero estas palabras se debe, es necesario, no puede permitirse, ¿no se refieren a los hombres? ¿Es por ventura la cuestión de una especie diferente? ¿Todas estas frases se reducen a otra cosas que a decir, "los hombres deben reprimir las opiniones de los hombres...?" ... la arbitrariedad que vosotros permitís contra el pensamiento, tendrá en su mano el sofocar las verdades más necesarias, así como reprimir los errores que sean manifiestos. Toda opinión podrá ser embarazada o castigada; y se da a la autoridad toda facultad de hacer mal siempre que quiera hacer malos raciocinios.
Benjamin Constant de Rebecque, 1820

... no se deben castigar las opiniones cuando no alteran el orden.
José María Calatrava, 1822

En el marxismo, la libertad de conciencia, como todas las libertades "formales" o "burguesas", es ficticia si se abstrae de las condiciones materiales, no siendo verdadera libertad sino alienación. Así se justifican conceptos totalitarios como los de autocrítica y reeducación, que imponen al individuo la obligación de acomodar su conciencia a lo que las autoridades revolucionarias imponen.

No es la conciencia la que determina la vida, sino la vida la que determina la conciencia
Carlos Marx y Friedrich Engels, La ideología alemana, 1846

Libertad ¿para qué?
Lenin, entrevistado por Fernando de los Ríos, 1921.

Daba igual que escribiese o no «Abajo el Hermano Mayor». Tanto si continuaba con el diario como si no la Policía del Pensamiento acabaría descubriéndolo. Había cometido —y lo habría cometido incluso aunque no hubiese aplicado la pluma al papel— el delito esencial que incluía todos los demás delitos. Lo llamaban «crimental». El crimental no podía ocultarse eternamente. Podías disimular un tiempo, incluso unos años, pero antes o después acababan descubriéndote.
George Orwell, 1984, 1948.

Permitir que cien flores florezcan y que cien escuelas de pensamiento compitan es la política de promover el progreso en las artes y de las ciencias y de una cultura socialista floreciente en nuestra tierra
Mao Zedong, Campaña de las Cien Flores, 1956.